# Bodzęcin
Bodzęcin is een plaats in het Poolse district  Goleniowski, woiwodschap West-Pommeren. De plaats maakt deel uit van de gemeente Osina en telt 220 inwoners.